# (689) Zita
(689) Zita ist ein Asteroid des inneren Hauptgürtels, der am 12. September 1909 vom österreichischen Astronomen Johann Palisa an der Universitätssternwarte Wien bei einer Helligkeit von 12,5 mag entdeckt wurde.
Der Asteroid wurde benannt zu Ehren der Kaiserin Zita von Bourbon-Parma (1892–1989), Ehefrau von Kaiser Karl I. von Österreich (und König Karl IV. von Ungarn) (1887–1922). Der Name wurde anlässlich der Hochzeit von Zita 1911 vergeben. Nach (220) Stephania ist dies der zweite Asteroid, der als Hochzeitsgeschenk gegeben wurde.

## Wissenschaftliche Auswertung
Aus Ergebnissen der IRAS Minor Planet Survey (IMPS) wurden 1992 Angaben zu Durchmesser und Albedo für zahlreiche Asteroiden abgeleitet, darunter auch (689) Zita, für die damals Werte von 14,4 km bzw. 0,12 erhalten wurden. Eine Auswertung von Beobachtungen durch das Projekt NEOWISE im nahen Infrarot führte 2011 zu vorläufigen Werten für den Durchmesser und die Albedo im sichtbaren Bereich von 16,0 km bzw. 0,10. Nach neuen Messungen wurde die Werte 2014 auf 15,6 km bzw. 0,10 geändert. Nach der Reaktivierung von NEOWISE im Jahr 2013 und Registrierung neuer Daten wurden die Werte 2016 angegeben mit 9,1 km bzw. 0,28, diese Angaben beinhalten aber hohe Unsicherheiten.
Photometrische Beobachtungen von (689) Zita erfolgten vom 19. bis 22. August 2004 am Hunters Hill Observatory in Australien. Aus der gemessenen Lichtkurve konnte eine Rotationsperiode von 6,425 h bestimmt werden. Aus archivierten Daten der Lowell Photometric Database wurden in einer Untersuchung von 2016 mit einer ellipsoidischen Modellierung für den Asteroiden Gestaltmodelle und zwei alternative Lösungen für die Position der Rotationsachse mit einer retrograden Rotation bestimmt. Für die Rotationsperiode wurde ein Wert von 6,4239 h gefunden.
Zwischen 2012 und 2018 wurden mit der All-Sky Automated Survey for Supernovae (ASAS-SN) auch photometrische Daten von 20.000 Asteroiden aufgezeichnet. Auf mehr als 5000 davon konnte erfolgreich die Methode der konvexen Inversion angewendet werden, darunter auch (689) Zita, für die in einer Untersuchung von 2021 ein verbessertes dreidimensionales Gestaltmodell für zwei alternative Rotationsachsen mit retrograder Rotation und einer Periode von 6,42390 h berechnet wurde. Aus archivierten Daten des Asteroid Terrestrial-impact Last Alert System (ATLAS) aus dem Zeitraum 2015 bis 2018 konnte in einer Untersuchung von 2022 mit der Methode der konvexen Inversion eine Rotationsperiode von 6,42389 h bestimmt werden.

## Zita-Familie
(689) Zita ist namensgebendes und größtes Mitglied einer Asteroidenfamilie mit gemeinsamen Ursprung. Die Zita-Familie besteht aus einer Population von Asteroiden des inneren Hauptgürtels, die zur taxonomischen Spektralklasse X gehören, mit mäßiger Albedo zwischen 0,1 und 0,3. Anstatt nach Asteroiden mit ähnlichen Bahneigenschaften zu suchen, die bei einem Alter von mehr als einigen Milliarden Jahren stark verstreut sein könnten, wurde in einer Untersuchung von 2019 nach Korrelationen zwischen der Großen Halbachse und der inversen Größe von Asteroiden gesucht. Diese Korrelation ist das Kennzeichen von Mitgliedern von Kollisionsfamilien, die unter dem Einfluss des Jarkowski-Effekts von einem gemeinsamen Zentrum abgedriftet sind. Die Zita-Familie könnte so alt sein wie das Sonnensystem. Ihre Mitglieder haben Bahnexzentrizitäten und -neigungen, die sie über den gesamten inneren Hauptgürtel verteilen, was ein Hinweis darauf ist, dass diese Familie ursprünglich sein könnte.